# Perdona nuestros pecados
Perdona nuestros pecados est une telenovela chilienne diffusée entre le 9 mars 2017 et le 22 août 2018 sur Mega.

## Acteurs et personnages
| Acteur/Actrice                                   | Personnage                                    |
| ------------------------------------------------ | --------------------------------------------- |
| Patricia Rivadeneira                             | Estela Undurraga                              |
| César Caillet                                    | Ernesto Moller                                |
| Álvaro Rudolphy                                  | Armando Quiroga                               |
| Paola Volpato                                    | Ángela Búlnes                                 |
| Mariana Di Girólamo                              | Elsa Quiroga Undurraga                        |
| Andrés Velasco                                   | Lamberto Montero                              |
| Francisca Gavilán                                | Silvia Corcuera                               |
| Mario Horton                                     | Padre Reylando Suarez                         |
| Ximena Rivas                                     | Guillermina Márquez                           |
| Etienne Bobenrieth                               | Camila "Huacho" Corcuera/ Montero Corcuera    |
| Fernanda Ramírez                                 | Augusta Montero Bulnes                        |
| Nicolás Oyarzún                                  | Gerardo Montero Bulnes                        |
| Constanza Araya                                  | Antonieta Fuentes Corcuera                    |
| Alejandra Rudolfi / Jimenes Soto                 | María Isabel Quiroga Undurraga                |
| Gabriel Cañas                                    | Horacio Möller Villavicencio                  |
| Soledad Cruz                                     | María Mercedez "Mechita" Möller Villavicencio |
| José Antonio Raffo                               | Carlos Möller Villavicencio                   |
| Katyna Huberman                                  | Elvira Undurraga Valdeavellano                |
| Carmen Disa Gutiérrez                            | Lidia Ilich                                   |
| Mabel Farías                                     | Fresia Toro                                   |
| Félix Villar                                     | Renzo Moreno                                  |
| Romina Norambuena                                | Ingrid Ormeño                                 |
| Francisco Godoy / Alonso Quinteros               | Martín Quiroga Undurraga                      |
| Catalina Benítez / Paula Reyes                   | Sofía Quiroga Undurraga                       |
| Andrés Commentz / Diego García / Vicente Álvarez | Domingo Quiroga Undurraga                     |
| Lorena Capetillo                                 | Nora Valdeavellano                            |
| Consuelo Holzapfel                               | Clemencia Valdevellano                        |
| Alejandro Goic                                   | Iván Carrasco                                 |
| María José Bello                                 | Bárbara Román Cortázar                        |
| Cristián Carvajal                                | Nicanor Pereira.                              |
| Daniela Lhorente                                 | Laura Montes                                  |
| Rodrigo Soto                                     | Jeremías Casagrande                           |
| Elizabeth Torres                                 | Zenaida Urra                                  |
| Margarita Llanos                                 | Georgina Cifuentes                            |
| Ignacia Baeza                                    | Julieta Romero                                |
| María José Prieto                                | Lucrecia Romero de Echeverría                 |
| Roxana Naranjo                                   | Rocío Paillán                                 |
| José Miguel Jabalquino / Beltrán Izquierdo       | José Tomás Quiroga Bulnes                     |
| Roberto Farías                                   | Ismael Quiroga Jara                           |
| Héctor Noguera                                   | Remigio Subercaseaux                          |
| Claudio Arredondo                                | Esteban Madrid                                |
| Victor Montero                                   | Manuel Cid                                    |
| Josefina Velasco                                 | Bernardita Larraín                            |
| Gabriela Medina                                  | Adela                                         |
| Nicolás Páven                                    | Joaquín Echegaray                             |
| Felipe Castro                                    | Hernán Ferrer                                 |
| Christián Zuñiga                                 | Lautaro Fuenzalida                            |
| Paulina Eguiluz                                  | Susana Mendizabal                             |
| Teresa Münchmeyer                                | Marianela Jara                                |
| Marco Rodríguez                                  | Detective Benedicto Vilches                   |
| Hugo Vásquez                                     | Leonidas Concha                               |
| Gonzalo Muñoz Lerner                             | Luis Sánchez                                  |
| Álvaro Pacull                                    | Juez Zapata                                   |
| Myriam Pérez                                     | Telma                                         |
| Sergio Silva                                     | Jaime Sotomayor                               |
| Carola Julián                                    | Verónica Sotomayor                            |
| Augusta Saavedra                                 | Eva Sotomayor / Eva Montero Quiroga           |
| Paulina Hunt                                     | Cándida "Candy" del Bosque                    |
| Cassandra Day                                    | Manuela                                       |
| Gabriela Arancibia                               | Rosaura                                       |
| Tamara Ferreira                                  | Irina "La Piojo"                              |
| Gabriela Arroyo                                  | Zoila "La China" Brito                        |
| Jaime Omeñaca                                    | Dr. Jose Donoso Contreras                     |
| Humberto Gallardo                                | Padre Francis                                 |
| Solange Lackington                               | Edith Gacitúa                                 |
| Mónica Illanes                                   | Madre Mairene Pérez                           |

## Diffusion
- Mega
- TVN
- Teledoce
- Telefuturo
- JRTV

## Autres versions
- Perdona nuestros pecados (Televisa, 2023)

### Sources
- (es) Cet article est partiellement ou en totalité issu de l’article de Wikipédia en espagnol intitulé « Perdona nuestros pecados (telenovela) » (voir la liste des auteurs).